# (35362) 1997 TZ26
1997 TZ26 (asteroide 35362) é um asteroide da cintura principal. Possui uma excentricidade de 0.20219500 e uma inclinação de 9.93381º.
Este asteroide foi descoberto no dia 7 de outubro de 1997 por Beijing Schmidt CCD Asteroid Program em Xinglong.